# Ramón Cáceres
Ramón Arturo Cáceres Vásquez, né le 15 décembre 1866 à Moca et mort assassiné le 19 novembre 1911 à Saint-Domingue, est un homme politique dominicain.

## Biographie
Fils de Manuel Cáceres, assassiné sur l'ordre d'Ulises Heureaux car il s'apprêtait à se présenter contre lui en 1878, il fait partie du groupe de jeunes rebelles qui assassine le dictateur en 1899. 
Devenu leader du Parti rouge, il est vice-président pendant la présidence de Carlos Felipe Morales (1903-1905), puis est élu président en 1906. Il meurt assassiné dans sa voiture à cheval. Sa mort entraîne une guerre civile, puis une intervention des États-Unis en 1914.